# Alessandro Dellavalle
 (août 2025).
Alessandro Dellavalle, né le 11 mai 2004 à Turin, est un footballeur italien qui joue au poste de défenseur central au Modène FC, en prêt du Torino FC.

## Biographie

### Carrière en club
Né à Turin en Italie, Alessandro Dellavalle est passé par le club de Chisola, avant de rejoindre le centre de formation du Torino FC, où il s'illustre en Championnat Primavera, dans le cadre duquel il affronte notamment son cousin et coéquipier en équipe nationale Lorenzo Dellavalle lors du derby de Turin,.

### Carrière en sélection
En juin 2023, Dellavalle est convoqué avec l'équipe d'Italie des moins de 19 ans pour participer au Championnat d'Europe des moins de 19 ans qui a lieu en juillet. 
Après sa victoire face à l'Espagne (3-2), l'Italie atteint la finale de la compétition,, où elle s'impose 1-0 face au Portugal, son premier titre dans la catégorie en 20 ans,,,.

## Palmarès
Italie -19 ans
- Championnat d'Europe
  - Vainqueur en 2023